# Герб Пермского края
Герб Пермского края является официальным символом Пермского края как субъекта Российской Федерации.

## Описание
Герб Пермского края представляет собой изображение серебряного медведя, идущего вправо, помещенного на червленом (красном) геральдическом щите; на его спине Евангелие в золотом окладе с изображением восьмиконечного креста. Евангелие увенчано серебряным уширенным, вогнутым на концах крестом. Щит увенчан пермской княжеской короной XV века.

## История
Изображение медведя впервые появляется на «Печати Пермской» — элемента Большой Государственной Печати Ивана IV (1577). Этот символ подразумевал вхождение в состав Русского государства Великопермского княжества, находившегося в XIV—XVI веках в северной части нынешнего Пермского края со столицей в Чердыни. Позднее символ фигурирует в Титулярнике, или «Большой Государственной книге» (1672) среди других 33 земельных гербов — идущий медведь, на спину которого поставлена книга «Евангелие» с крестом на ней. Медведь помещён между елей, что подчёркивает его происхождение из таёжного края.
На изготовленной в 1710 году печати Сибирской губернии изображались три герба провинций (Тобольской, Пермской, Вятской).
17 июля 1783 года были утверждены гербы городов Пермского наместничества. Герб Перми повторял исторический земельный герб: в красном поле серебряный медведь, на котором поставлено в золотом окладе Евангелие, над ним серебряный крест. В качестве наместнического, а затем губернского герба использовался герб Перми. 
Герб Пермской губернии утвержден в 1856 году: «В червленом поле серебряный идущий медведь: на спине его золотое Евангелие, на коем серебряный крест с четырьмя лучами. Щит увенчан Императорскою короною и окружен золотыми дубовыми листьями, соединенными Андреевскою лентою».
- Эмблема пермской земли в Саадачном покровце для царя Михаила Фёдоровича, 1626 год.
- Царский титулярник, эмблема Пермской земли, 1672 год
- Герб Пермской губернии (1878 год)
- Герб Пермской области (1995 - 1996 годы)
- Герб Коми-Пермяцкого автономного округа

В советское время герб не использовался. 
Герб Пермской области был принят Законодательным Собранием 28 декабря 1995 года и подписан губернатором Г. В. Игумновым[уточнить] 17 января 1996 года: «Герб Пермской области представляет собой изображение серебряного медведя, идущего вправо, помещенного на червленом (красном) геральдическом щите; на его спине Евангелие в золотом окладе с изображением восьмиконечного креста. По центру располагается серебряный крест, непосредственно венчающий Евангелие. Щит увенчан княжеской короной и обрамлен венком из золотых дубовых листьев, перевитых Андреевской лентой». От герба города областной отличается тем, что крест стоит прямо на книге, а не висит над ней.
22 августа 1996 года из герба были удалены венок и Андреевская лента, также подправлена терминология. На практике часто использовался прежний герб с венком.
1 декабря 2005 года из Пермской области и Коми-Пермяцкого автономного округа был образован Пермский край. Гербом края стал герб Пермской области.